# Schahr-Barâz
Schahr-Barâz ou Shahrvarāz (persan : شهربراز, « Sanglier de l'Empire ») est un général puis souverain perse usurpateur aux dépens de la dynastie des Sassanides en 630.

## Origine
Farroḵān, plus connu sous le titre de « Shahrvarāz » qui lui a été attribué par Khosro II, est issu de la grande famille féodale parthe des Mihranides ou Mihrān, en grande faveur depuis le règne de Khosro Ier, et dont l'un des membres avait déjà tenté d'usurper le trône des Sassanides sous le nom de Vahram VI.

## Biographie
Pendant la guerre perso-byzantine de 602-628, Shahrvarāz est l'un des commandants en chef des armées de Khosro II. À la tête de son armée, il mène une campagne en Syrie et en Palestine de 611 à 614 ; il prend les villes d'Apamée, d'Antioche, de Damas et enfin de Jérusalem où il s'empare des lieux saints et de la « Vraie Croix » et fait massacrer 17 000 habitants chrétiens. En 616, il conquiert Alexandrie et la Basse-Égypte qui se trouvent incluses dans l'Empire sassanide comme aux temps des Achéménides.
Khosro II lui demande alors de revenir pour faire face à l'offensive d'Héraclius en Médie. Schahr-Barâz est alors défait par l'empereur byzantin en 623. Schahr-Barâz commande l'ultime offensive perse contre Constantinople. Avec son armée, il parvient à Chalcédoine et dresse son camp devant Constantinople. Toutefois, son offensive combinée avec celle des Avars échoue faute de flotte et il doit de nouveau revenir défendre la Perse sassanide car Héraclius et ses alliés khazars, après s'être emparé de l'Ibérie et de l'Albanie du Caucase en 627, ont pénétré en Mésopotamie.
Après la mort de Kavadh II, avec l'assentiment de l'empereur Héraclius avec qui il a une entrevue à Arabissos en juin 629, il se révolte sous le prétexte que les grands de la cour ne l'ont pas consulté avant d'élever au trône le jeune Ardachir III et il se proclame roi après avoir déposé et tué son prédécesseur et son régent, le 27 avril 630. Il est lui-même tué après un mois et demi de règne par une conspiration des grands le 9 juin 630.

## Unions et postérité
Parvanneh Pourshariati considère que Shahrvarāz s'était lié à la dynastie sassanide en épousant la princesse Mirhrān, une sœur de Khosro II,. Par ailleurs, l'historien arménien Sébéos précise qu'il aurait épousé la princesse Bûrândûkht ou Bôran, fille du même Khosro II, sans doute pour tenter de légitimer son usurpation.
Parvanneh Pourshariati précise qu'après le meurtre de Shahrvarāz, un de ses fils, Shāpur-i-Shahrvarāz, tente en vain de s'emparer du trône, sous le nom de règne de Chapour V, au détriment de la reine Bûrândûkht, soutenue par une autre famille d'origine parthe les Ispahbodhan.
Par ailleurs, Schahr-Barâz serait également le père de deux enfants, apparemment devenus chrétiens :
- Nicétas le Perse, fait « Patrice »  par Héraclius, dont la fille Gregoria aurait été mariée au futur empereur Constantin III ;
- Nice, épouse de Théodose, un des fils d'Héraclius et de l'impératrice Martine.